# Natació als Jocs Olímpics d'Estiu de 1988
Als Jocs Olímpics d'Estiu de 1988 celebrats a la ciutat de Seül (Corea del Sud) es disputaren 31 proves de natació, 16 en categoria masculina i 15 en categoria femenina. La competició es desenvolupà a la Piscina Olímpica Jamsil entre els dies 18 i 25 de setembre de 1988.
Hi participaren un total de 633 nedadors, entre ells 381 homes i 252 dones, de 77 comitès nacionals diferents.

## Resum de medalles

### Categoria masculina
| Prova                   | Or                                                                          | Or      | Argent                                                                                    | Argent  | Bronze                                                                            | Bronze  |
| 50 m lliures Detalls    | Matt Biondi                                                                 | 22.14   | Tom Jager                                                                                 | 22.36   | Guennadi Prígoda                                                                  | 22.71   |
| 100 m lliures Detalls   | Matt Biondi                                                                 | 48.63   | Chris Jacobs                                                                              | 49.08   | Stéphan Caron                                                                     | 49.62   |
| 200 m lliures Detalls   | Duncan Armstrong                                                            | 1:47.25 | Anders Holmertz                                                                           | 1:47.89 | Matt Biondi                                                                       | 1:47.99 |
| 400 m lliures Detalls   | Uwe Daßler                                                                  | 3:46.95 | Duncan Armstrong                                                                          | 3:47.15 | Artur Wojdat                                                                      | 3:47.34 |
| 1.500 m lliures Detalls | Vladímir Sàlnikov                                                           | 15:00.4 | Stefan Pfeiffer                                                                           | 15:02.6 | Uwe Daßler                                                                        | 15:06.1 |
| 100 m esquena Detalls   | Daichi Suzuki                                                               | 55.05   | David Berkoff                                                                             | 55.18   | Ígor Polianski                                                                    | 55.20   |
| 200 m esquena Detalls   | Ígor Polianski                                                              | 1:59.37 | Frank Baltrusch                                                                           | 1:59.60 | Paul Kingsman                                                                     | 2:00.48 |
| 100 m braça Detalls     | Adrian Moorhouse                                                            | 1:02.04 | Károly Güttler                                                                            | 1:02.05 | Dmitri Vólkov                                                                     | 1:02.20 |
| 200 m braça Detalls     | József Szabó                                                                | 2:13.52 | Nick Gillingham                                                                           | 2:14.12 | Sergi López                                                                       | 2:15.21 |
| 100 m papallona Detalls | Anthony Nesty                                                               | 53.00   | Matt Biondi                                                                               | 53.01   | Andy Jameson                                                                      | 53.30   |
| 200 m papallona Detalls | Michael Groß                                                                | 1:56.94 | Benny Nielsen                                                                             | 1:58.24 | Anthony Mosse                                                                     | 1:58.28 |
| 200 m estils Detalls    | Tamás Darnyi                                                                | 2:00.17 | Patrick Kühl                                                                              | 2:01.61 | Vadim Iarosxuk                                                                    | 2:02.40 |
| 400 m estils Detalls    | Tamás Darnyi                                                                | 4:14.75 | David Wharton                                                                             | 4:17.36 | Stefano Battistelli                                                               | 4:18.01 |
| 4x100 m lliures Detalls | Estats Units Chris Jacobs · Troy Dalbey · Tom Jager · Matt Biondi           | 3:16.53 | Unió Soviètica Guennadi Prígoda · Iuri Baixkàtov · Nikolai Ievséiev · Volodímir Tkatxenko | 3:18.33 | RDA Dirk Richter · Thomas Flemming · Lars Hinneburg · Steffen Zesner              | 3:19.82 |
| 4x200 m lliures Detalls | Estats Units Troy Dalbey · Matthew Cetlinski · Doug Gjertsen · Matt Biondi  | 7:12.51 | RDA Uwe Daßler · Sven Lodziewski · Thomas Flemming · Steffen Zesner                       | 7:13.68 | RFA Erik Hochstein · Thomas Fahrner · Rainer Henkel · Michael Groß                | 7:14.35 |
| 4x100 m estils Detalls  | Estats Units David Berkoff · Richard Schroeder · Matt Biondi · Chris Jacobs | 3:36.93 | Canadà Mark Tewksbury · Victor Davis · Tom Ponting · Sandy Goss                           | 3:39.28 | Unió Soviètica Ígor Polianski · Dmitri Vólkov · Vadim Iarosxuk · Guennadi Prígoda | 3:39.96 |

### Categoria femenina
| Prova                   | Or                                                                     | Or      | Argent                                                                          | Argent  | Bronze                                                             | Bronze  |
| 50 m lliures Detalls    | Kristin Otto                                                           | 25.49   | Yang Wenyi                                                                      | 25.64   | Jill Sterkel                                                       | 25.71   |
| 50 m lliures Detalls    | Kristin Otto                                                           | 25.49   | Yang Wenyi                                                                      | 25.64   | Katrin Meißner                                                     | 25.71   |
| 100 m lliures Detalls   | Kristin Otto                                                           | 54.93   | Zhuang Yong                                                                     | 55.47   | Catherine Plewinski                                                | 55.49   |
| 200 m lliures Detalls   | Heike Friedrich                                                        | 1:57.65 | Silvia Poll                                                                     | 1:58.67 | Manuela Stellmach                                                  | 1:59.01 |
| 400 m lliures Detalls   | Janet Evans                                                            | 4:03.85 | Heike Friedrich                                                                 | 4:05.94 | Anke Möhring                                                       | 4:06.62 |
| 800 m lliures Detalls   | Janet Evans                                                            | 8:20.20 | Astrid Strauß                                                                   | 8:22.09 | Julie McDonald                                                     | 8:22.93 |
| 100 m esquena Detalls   | Kristin Otto                                                           | 1:00.89 | Krisztina Egerszegi                                                             | 1:01.56 | Cornelia Sirch                                                     | 1:01.57 |
| 200 m esquena Detalls   | Krisztina Egerszegi                                                    | 2:09.29 | Katrin Zimmermann                                                               | 2:10.61 | Cornelia Sirch                                                     | 2:11.45 |
| 100 m braça Detalls     | Tània Dangalakova                                                      | 1:07.95 | Antoaneta Frenkeva                                                              | 1:08.74 | Silke Hörner                                                       | 1:08.83 |
| 200 m braça Detalls     | Silke Hörner                                                           | 2:26.71 | Huang Xiaomin                                                                   | 2:27.49 | Antoaneta Frenkeva                                                 | 2:28.34 |
| 100 m papallona Detalls | Kristin Otto                                                           | 59.00   | Birte Weigang                                                                   | 59.45   | Hong Qian                                                          | 59.52   |
| 200 m papallona Detalls | Kathleen Nord                                                          | 2:09.51 | Birte Weigang                                                                   | 2:09.91 | Mary Meagher                                                       | 2:10.80 |
| 200 m estils Detalls    | Daniela Hunger                                                         | 2:12.59 | Ielena Dendebérova                                                              | 2:13.31 | Noemi Lung                                                         | 2:14.85 |
| 400 m estils Detalls    | Janet Evans                                                            | 4:37.76 | Noemi Lung                                                                      | 4:39.46 | Daniela Hunger                                                     | 4:37.76 |
| 4x100 m lliures Detalls | RDA Kristin Otto · Katrin Meißner · Daniela Hunger · Manuela Stellmach | 3:40.63 | Països Baixos Marianne Muis · Mildred Muis · Conny van Bentum · Karin Brienesse | 3:43.39 | Estats UnitsMary Wayte · Mitzi Kremer · Laura Walker · Dara Torres | 3:44.25 |
| 4x100 m estils Detalls  | RDA Kristin Otto · Silke Hörner · Birte Weigang · Katrin Meißner       | 4:03.74 | Estats Units Beth Barr · Tracey McFarlane · Janel Jorgensen · Mary Wayte        | 4:07.90 | Canadà Lori Melien · Allison Higson · Jane Kerr · Andrea Nugent    | 4:10.49 |

## Medaller
| Posició | País            | Or | Argent | Bronze | Total |
| 1       | RDA             | 11 | 8      | 9      | 28    |
| 2       | Estats Units    | 8  | 6      | 4      | 18    |
| 3       | Hongria         | 4  | 2      | 0      | 6     |
| 4       | Unió Soviètica  | 2  | 2      | 5      | 9     |
| 5       | Austràlia       | 1  | 1      | 1      | 3     |
| 5       | Bulgària        | 1  | 1      | 1      | 3     |
| 5       | Regne Unit      | 1  | 1      | 1      | 3     |
| 5       | RFA             | 1  | 1      | 1      | 3     |
| 9       | Japó            | 1  | 0      | 0      | 1     |
| 9       | Surinam         | 1  | 0      | 0      | 1     |
| 11      | R.P. de la Xina | 0  | 3      | 1      | 4     |
| 12      | Canadà          | 0  | 1      | 1      | 2     |
| 12      | Romania         | 0  | 1      | 1      | 2     |
| 14      | Costa Rica      | 0  | 1      | 0      | 1     |
| 14      | Dinamarca       | 0  | 1      | 0      | 1     |
| 14      | Països Baixos   | 0  | 1      | 0      | 1     |
| 14      | Suècia          | 0  | 1      | 0      | 1     |
| 18      | França          | 0  | 0      | 2      | 2     |
| 18      | Nova Zelanda    | 0  | 0      | 2      | 2     |
| 20      | Espanya         | 0  | 0      | 1      | 1     |
| 20      | Itàlia          | 0  | 0      | 1      | 1     |
| 20      | Polònia         | 0  | 0      | 1      | 1     |